# Điện ảnh Việt Nam Cộng hòa
Điện ảnh Việt Nam Cộng hòa (tiếng Anh: Cinema of the Republic of Vietnam) là thuật ngữ mô tả ngành kĩ nghệ chế tác phát hành và phê bình điện ảnh tại Việt Nam Cộng hòa thời kì từ 1955 đến 1975.

## Lịch sử
Bộ môn nghệ thuật này vốn manh nha ở những năm cuối Chiến tranh Đông Dương, nhưng khởi sắc nhờ hệ quả kế hoạch Sang Phía Tự Do mà chuyên viên hầu hết là trí thức ưu tú và cả sự bảo trợ tích cực của Văn Hóa Vụ. Thời gian đầu, điện ảnh Việt Nam Cộng hòa chưa trưởng thành nhưng cũng chưa bao hàm ý thức chính trị mà hầu hết chế tác dựa trên những tiểu thuyết và tuồng tân cổ mùi mẫn nhằm đánh vào thị hiếu công chúng đô thị.
Ở giai đoạn giữa, do tác động sâu sắc của sự kiện Chỉnh Lí, hàng loạt hãng phim tư nhân giải thể khiến điện ảnh quốc nội trước nguy cơ xóa sổ. Chỉ có vài cuốn phim do Trung tâm Quốc gia Điện ảnh sản xuất để đem đi đại hội điện ảnh quốc tế, và cũng không chen được vào rạp vốn chỉ chú trọng phim ngoại.
Phải từ năm 1968 trở đi, Phủ Quốc Vụ Khanh Đặc Trách Văn Hóa sáng lập Ngày Điện Ảnh Việt Nam để gây tiềm lực cho sức phát triển mãnh liệt của điện ảnh quốc nội, với kì vọng cạnh tranh được với các nền điện ảnh lớn đương thời là Đài Loan, Hương Cảng, Nhật Bản. Một yếu tố nữa quyết định trào lưu chế tác phim Việt nở rộ là do chiến sự hai miền quá căng thẳng khiến nhu cầu giải trí của công chúng tăng mạnh, ngay cả phim ngoại quốc cũng không đủ giờ chiếu.
Nền nghệ thuật này được coi là kết thúc cùng với sự cáo chung chế độ, tuy nhiên dư âm vẫn ảnh hưởng tới thị hiếu thưởng thức nghệ thuật thứ bảy của công chúng Việt Nam hiện đại.

### 1955—1963: Điện ảnh như cộng hưởng văn chương kịch trường
Hiệp định Genève năm 1954 đã đánh dấu sự chấm dứt hiện diện của người Pháp trên lãnh thổ Việt Nam. Đất nước Việt Nam sau đó chia làm hai miền với hai chế độ chính trị, xã hội khác nhau. Làn sóng di cư của người Bắc vào miền Nam kéo theo những ảnh hưởng đến đời sống chính trị, văn hóa, xã hội của người miền Nam, và của cả nền điện ảnh. Trong cuốn hồi ký của mình, Phạm Duy cho biết trong thời gian đầu của chính phủ Ngô Đình Diệm, các hoạt động văn nghệ diễn ra "tưng bừng". Ngoài những ngành về văn nghệ và mỹ thuật thì chính quyền Đệ nhất Cộng hòa còn chú trọng vào điện ảnh. Theo nhạc sĩ Phạm Duy, "một mặt, nhà nước khuyến khích các hãng sản xuất phim tư nhân như Đông Phương của Đỗ Bá Thế, Tân Việt của Bùi Diễm, Alpha của Thái Thúc Nha. Mặt khác, Trung tâm điện ảnh được xây dựng ở đường Thi Sách để đào tạo các chuyên viên". Ngoài các hãng phim của người Việt, còn có một số hãng phim của người Hoa, ví dụ như Việt Thanh. Đây là hãng sản xuất nhiều phim nhất trong giai đoạn 1954 đến 1960 tại miền Nam. Bên cạnh việc khuyến khích các hãng phim tư nhân, chính phủ cũng quan tâm đến việc đào tạo nhân sự cho điện ảnh. Năm 1955, tổng thống Ngô Đình Diệm cho thành lập Phòng Điện ảnh trực thuộc Nha Thông tin, bao gồm đội ngũ gồm 19 đạo diễn, 13 quay phim, 5 chuyên viên thu thanh và 2 chuyên viên dựng phim. Những người này hoặc được đào tạo tại chỗ, hoặc du học nước ngoài trong giai đoạn 1957 đến 1959. Ngoài ra, chính quyền còn mời chuyên gia từ Philippines sang Sài Gòn để hợp tác xây dựng một số bộ phim tuyên truyền chính trị. Trung tâm Điện ảnh là nơi đào tạo ra những chuyên viên điện ảnh đầu tiên của Việt Nam Cộng hòa. Ngành điện ảnh tập trung khai thác các đề tài xã hội, cổ tích và chống cộng. Năm 1955, Xuân, em bé chăn trâu trở thành phim điện ảnh Việt Nam đầu tiên đoạt giải tại Đại hội Điện ảnh Quốc tế 1955.
Nền điện ảnh Việt Nam Cộng hòa phát triển rực rỡ vào năm 1957, tiêu biểu là phim Lục Vân Tiên, phim màu đầu tiên của Việt Nam. Tính riêng trong năm này, ngành điện ảnh sản xuất ra 37 bộ phim. Sự phát triển mạnh mẽ của các hãng phim tư nhân đã tạo ra những thế hệ diễn viên mới, hầu hết xuất thân từ những nghệ sĩ sân khấu. Đây còn là giai đoạn mà các đoàn làm phim lớn trên thế giới đến Việt Nam để thực hiện các bộ phim, tạo cơ hội cho các đạo diễn, diễn viên người Việt hợp tác cùng. Sức hút của điện ảnh cũng khiến cho một số người trong lĩnh vực âm nhạc như Lê Thương và Phạm Duy tiếp cận với vai trò kịch bản và đạo diễn. Tuy nhiên, sau năm 1957, nền điện ảnh miền Nam bắt đầu có dấu hiệu chững lại. Năm 1958 có 28 phim được sản xuất. Từ năm 1958 đến 1960, chỉ có 9 trong số 37 hãng phim đã đăng ký hoạt động có chiếu phim, nhưng số lượng không nhiều. Nổi bật nhất trong giai đoạn này là phim Đất lành của hãng Đông Phương, còn lại là những phim tài liệu và âm nhạc. Bên cạnh đó, chính quyền Việt Nam Cộng hòa phải dùng các đội chiếu phim lưu động tại thành thị và nông thôn, trong khi báo chí miền Nam không còn ủng hộ phim nội địa. Điều này dẫn tới sự du nhập của một số phim ngoại địa. Trong giai đoạn từ năm 1954 đến 1960, có đến 1.850 bộ phim nước ngoài du nhập vào miền Nam Việt Nam, phổ biến là các phim Mỹ lồng tiếng Pháp. Theo ký giả Lê Hoàng Hoa, năm 1957 là năm "điện ảnh Việt Nam có điều kiện phát triển mạnh nhưng chưa có lối thoát, vừa vì kĩ thuật kém, vừa thiếu thị trường".
Trên tờ Truyện Phim số phát hành năm 1958, tác giả Thái Thúc Nha nhận định nguyên nhân thoái trào của điện ảnh Việt Nam Cộng hòa giai đoạn này đó là nhà sản xuất bỏ vốn quá nhiều nhưng thu lợi nhuận thấp. Theo ông, để làm được một cuốn phim xem được, nhà sản xuất phải bỏ ra số tiền hơn một triệu đồng, gồm các chi phí quay phim và phụ phí khác. Cuốn phim đem ra chiếu tại ba rạp ở Sài Gòn có thể thu về 400 nghìn đồng trong một tuần, tuy nhiên họ phải trả thêm thuế thuê rạp khiến doanh thu giảm còn 133 nghìn đồng, chưa kể tiền trả cho quảng cáo báo chí. Trong thời gian 6 tháng sau đó có thể thu thêm 300 nghìn đồng từ việc công chiếu ở các tỉnh lẻ và các nước lân cận, nhưng vẫn không đủ hòa vốn. Mặc dù vậy, nhà sản xuất vẫn phải đi khai thuế lợi tức và đóng tiền cho Nha Thuế. Để giải quyết tình trạng này, Đỗ Bá Thế, giám đốc hãng phim Đông Phương đứng ra thành lập Liên thương Ảnh nghiệp và trở thành Chủ tịch Ban quản trị Lâm thời. Theo ông Thế, vai trò của tổ chức này là "đoàn kết các nhà sản xuất phim ảnh trong nước, nghiên cứu và giải quyết các vấn đề liên quan đến nghệ thuật thứ bảy, bênh vực quyền lợi những người hành nghề, nâng cao kĩ thuật chuyên môn và tìm cách xuất cảng phim Việt ra ngoại quốc". Lúc bấy giờ, có 15 hãng phim đã tham gia tổ chức này. Trong khi các hãng phim Việt sa sút thì các hãng phim gốc Hoa như Việt Thanh nhân cơ hội chiếm lĩnh thị trường, đồng thời thu hút được nhiều diễn viên có tên tuổi. Mặc dù vậy, các phim do Việt Thanh sản xuất cũng gặp thất bại về doanh thu. Trong khi chờ Nghiệp đoàn Điện ảnh Việt Nam chính thức hoạt động, nhiều hãng phim Việt cũng đã cộng tác với nhau thông qua việc thành lập công ty sản xuất và góp vốn chung. Năm 1959, chính quyền Đệ nhất Cộng hòa cũng thành lập Trung tâm Điện ảnh Tâm lý chiến và Trung tâm Quốc gia Điện ảnh. Trong đó, Phòng Điện ảnh Quân đội với cơ sở kĩ thuật 16 mm thường tập trung sản xuất các phim thời sự, phim ngắn thuộc thể loại phóng sự, tài liệu và truyện. Khán giả của cơ quan này bao gồm quân nhân và gia đình họ, cũng như cư dân ở vùng đóng quân, khán giả xem qua truyền hình. Với các phương tiện kĩ thuật để sản xuất phim 35 mm cùng đội ngũ nhân viên với ngân sách thường niên 80 triệu đồng, Trung tâm Quốc gia Điện ảnh sản xuất mỗi tuần một phim thời sự, nửa tháng một phim thời sự bán nguyệt cho cộng đồng hải ngoại, mỗi tháng 2 phim tài liệu và mỗi năm 2 phim điện ảnh.

### 1964—1967: Khủng hoảng và nguy cơ tan rã
Đầu những năm 1960, bên cạnh những hãng phim hoạt động "cầm chừng" thì vẫn còn một số hãng mới thành lập hoặc nhóm nhỏ các nhà làm phim tự góp vốn dựng phim. Để cạnh tranh với các phim ngoại quốc, một số hãng phim lớn như Alpha quyết định chuyển thể một số vở cải lương lên màn ảnh, nhưng không nhận được sự đánh giá cao. Đến giai đoạn 1962 và 1963, điện ảnh Việt Nam Cộng hòa bắt đầu cho thấy dấu hiệu khởi sắc. Đây là thời kì kĩ thuật quay phim màu đơn chiếm ưu thế. Tác phẩm Mưa rừng của hãng Alpha, chuyển thể từ vở kịch cùng tên của Hà Triều và Hoa Phượng đã giành được một số thành công nhờ lối quay phim đặc biệt. Sau đó là một số phim như Đôi mắt người xưa của hãng Liêm Phim, Tơ tình và Bóng người đi của hãng Mỹ Vân. Đây cũng là thời kỳ nổi tiếng của một số tên tuổi như Thẩm Thúy Hằng, Kiều Chinh, Thanh Nga, Kim Cương cùng một số diễn viên như Kim Vui, Mộng Tuyền, Thảo Sương, Kim Xuân, Thanh Lan, Thiên Trang, Ngọc Minh. Một số đạo diễn, diễn viên Việt Nam Cộng hòa giai đoạn này đã gặt hái được những thành tích. Bộ phim Chờ sáng do Thân Trọng Kỳ làm đạo diễn đã nhận được một giải thưởng điện ảnh tại Liên hoan phim quốc tế Berlin. Hai diễn viên chính là Lê Quỳnh và Kiều Chinh đã có mặt trong lễ trao giải, đánh dấu lần đầu tiên các diễn viên Việt Nam Cộng hòa đại diện cho lĩnh vực điện ảnh do chính phủ tài trợ tham dự một liên hoan phim quốc tế. Tại Đại hội Điện ảnh Á Châu năm 1966, diễn viên Xuân Dung đoạt giải Nữ diễn viên xuất sắc nhất cho phim Đôi mắt người xưa. Đây được cho là giải thưởng quốc tế lớn đầu tiên của các diễn viên miền Nam. Trước đó một năm, đạo diễn Hoàng Vĩnh Lộc của Trung tâm Điện ảnh Quốc gia cũng giành giải Golden Harvest Award cho phim Con búp bê nhồi bông tại Đại hội Điện ảnh Á Châu ở Đông Kinh. Thời kỳ này cũng là giai đoạn chói sáng của một số tên tuổi như Trần Quang, Kiều Chinh, Thẩm Thúy Hằng, trong đó Trần Quang trở thành nam diễn viên trụ cột trong nền điện ảnh Việt Nam Cộng hòa thời điểm đó, trong khi Thẩm Thúy Hằng góp mặt trong 20 bộ phim và tham dự một số liên hoan phim quốc tế.

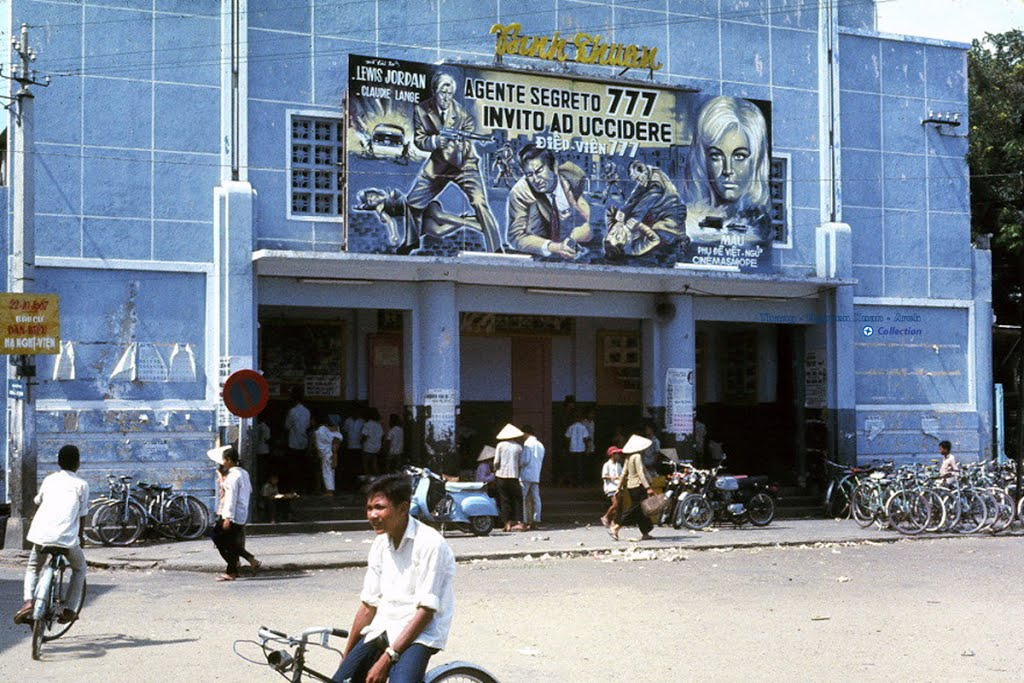
Phim ngoại thống trị rạp, trong khi phim Việt chỉ được chiếu ở những rạp vừa và nhỏ, mà phải ở khung giờ thưa khách. Như rạp Rex chiếu 100% phim Hoa Kỳ.

Vào giữa những năm 1960, khi chiến tranh leo thang và quân đội Mỹ chính thức tham chiến, kỹ thuật truyền hình cũng đến Việt Nam. Ban đầu, các đài truyền hình quân sự của Hoa Kỳ phát sóng từ máy bay, với ăng-ten được giấu kín, bay lơ lửng trên thành phố. Sau này, hệ thống truyền hình Việt Nam chính thức được thành lập, cơ sở vật chất kỹ thuật lần lượt được xây dựng, từng bước phủ sóng trên toàn quốc. Với năm đài truyền hình địa phương và hơn 350.000 máy thu hình, 80% dân số miền Nam lúc đó có thể xem truyền hình tại nhà. Nhận biết được tầm quan trọng của điện ảnh, Sở Thông tin Hoa Kỳ cùng với Nha thông tin Việt Nam Cộng hòa và Nha Chiến tranh Tâm lý đã tiến hành nhiều chiến dịch chiếu phim lưu động ở vùng nông thôn, tuy nhiên phạm vi thực hiện của chiến dịch này bị hạn chế do điều kiện chiến tranh. Sở Thông tin Hoa Kỳ cung cấp khoảng 70% số lượng phim. Năm 1964, có hơn 10.000 phim của cơ quan này được trình chiếu. Sở Thông tin cũng cung cấp các thiết bị kĩ thuật cho quá trình chiếu phim, trong đó bao gồm 600 trên tổng số 800 máy chiếu loại 16 milimét. Hoa Kỳ cũng cung cấp một số phụ kiện như máy phát điện, đầu ghi băng, máy phát thanh cùng một số phương tiện khác.
Theo tác giả Harvey Henry Smith, Việt Nam Cộng hòa có tổng cộng 156 rạp chiếu phim trên toàn quốc, với tổng sức chứa lên đến 65.000 người, trong đó riêng ở Sài Gòn đã có 100 rạp, với sức chứa 35.000 người. Hầu hết các phim điện ảnh đều được nhập khẩu từ Chính phủ Quốc dân Trung Hoa Dân Quốc, Hoa Kỳ, Ấn Độ và Pháp. Từ năm 1965 trở đi thì thị hiếu công chúng dần bắt đầu chuộng phim Mỹ nhiều hơn phim Pháp. Sự hiện diện của quân đội Hoa Kỳ và đồng minh tại Việt Nam đã dẫn đến nhiều thay đổi sâu sắc, thu hút sự chú ý của truyền thông toàn cầu. Sài Gòn trở thành một trung tâm giao lưu quốc tế. Nhiều kỹ thuật mới như nhạc điện tử và các bộ phim mới nhất luôn được cập nhật. Do ảnh hưởng từ truyền hình vô tuyến và màn ảnh rộng tại các rạp mới xây dựng như Đại Nam, Rex, lượng khán giả có hứng thú với điện ảnh ở Việt Nam tăng lên nhanh chóng, nên dù đã phục hồi từ những năm 1950, nhưng chỉ đến những năm 1960 ở thời Đệ nhị Cộng hòa, nền điện ảnh của quốc gia này mới thực sự trưởng thành và chính thức được công nhận là một loại hình nghệ thuật quan trọng.
| Địa điểm  | Loại thống kê  | 1964   | 1965   | 1966   |
| --------- | -------------- | ------ | ------ | ------ |
| Sài Gòn   | Rạp chiếu phim | 61     | 44     | 49     |
| Sài Gòn   | Số ghế         | 52.942 | 38.561 | 37.619 |
| Toàn quốc | Rạp chiếu phim | 139    | 108    | 94     |
| Toàn quốc | Số ghế         | 99.357 | 78.187 | 63.648 |

| Thể loại           | 1964 | 1965 | 1966 | 1967 |
| ------------------ | ---- | ---- | ---- | ---- |
| Phim điện ảnh      | 8    | 5    | 1    | 5    |
| Phim tài liệu      | 63   | 80   | 85   | 98   |
| Phim tài liệu ngắn | 148  | 104  | 100  | 157  |

| “                                     | Trách nhiệm vận động và phát triễn nước nhà phải thuộc về toàn dân. Cơ quan văn hóa nhà nước chỉ đảm nhiệm những phần phụ thuộc phạm vi trách nhiệm mình, là tạo hoàn cảnh và điều kiện thuận lợi cho sự tự do sáng tạo và hưởng dụng lợi ích của các giá trị văn hóa. Sức sống phong phú của văn hóa vượt xa khả năng trình bày của các hình thức đúc kết và các phương pháp thống trị. Bởi vậy, những cuộc triễn lãm trình diễn và nghi lể trong Tuần-lể Văn-hóa không thể cống hiến một bảng tổng kết thành tích hay vạch ra toàn đồ dự án tương lai. Tuần-lể Văn-hóa chỉ mong kiểm điễm một vài sắc thái độc đáo của văn hóa nước nhà, để tất cả chúng ta cùng nhau suy nghiệm thông điệp thâm trầm của tiền nhân về văn chương nghệ thuật trước thềm một cuộc vận động phục hưng và phát huy văn hóa dân tộc. | ” |
| — Ông quốc vụ khanh đặc trách văn hóa | |   |

### 1968—1971: Hướng về nhân bản dân tộc, cạnh tranh phim ngoại và truyền hình

Vụ nổ phòng trà Tự Do khiến nữ tài tử Thúy Ngọc tử thương, làm cho giới văn nghệ sĩ kiến nghị chính phủ xét lại lối tổ chức an ninh để điện ảnh có cơ phục hồi.

Nhằm kích thích sự phát triển của điện ảnh miền Nam, năm 1969, chính quyền Đệ Nhị Cộng hòa thành lập Ngày Điện ảnh Việt Nam, với chủ trương chiếu phim trên toàn quốc và không thu tiền vé. Ngày 10 tháng 7 năm 1969, Trung tâm Quốc gia Điện ảnh tổ chức hội thảo với đề tài "Yếu tố phát triển điện ảnh quốc gia", tạo điều kiện để những người làm điện ảnh có thể trao đổi ý kiến lẫn nhau.
Nghị định số 449-BTT-NĐ của Tổng trưởng Thông tin Việt Nam Cộng hòa ban hành ngày 7 tháng 8 năm 1969 đã cho phép các hãng phim tư nhân hợp tác với Trung tâm Quốc gia Điện ảnh và nhận hỗ trợ kĩ thuật, nhân lực từ trung tâm này. Đến ngày 28 tháng 10 cùng năm, một dự luật có tên "Đại cương về một bộ luật điện ảnh Việt Nam" được trình lên Quốc hội xem xét.
Từ năm 1969 đến 1970, hai hợp đồng dựng phim được Bộ Thông tin ký kết với các đơn vị Công ty Liên Ảnh (phim Chân trời tím) và hãng phim Giao Chỉ (phim Người tình không chân dung). Một số phim tiêu biểu thời kỳ này có thể kể đến Từ Sài Gòn đến Điện Biên Phủ, Chiều kỷ niệm, Loan mắt nhung. Bên cạnh đó là những tác phẩm chuyển thể từ tiểu thuyết, những câu chuyện về những cô gái lầm lỡ. Với việc thị trường mở rộng và khán giả bắt đầu đón nhận phim trở lại, nền điện ảnh bắt đầu thu được lợi nhuận, giúp số lượng phim tăng dần theo từng năm.

### 1972—1975: Phục hưng phát triển mãnh liệt trong xu thế quốc tế hóa
Trong vòng 2 năm từ 1970 đến 1972, số phim sản xuất ở miền Nam tăng từ 6 lên 29 phim. Một số hãng phim tìm đến các đối tác trong khu vực để hợp tác làm phim. Chính phủ Việt Nam Cộng hòa cũng cho phép các hãng phim tự do nhập phim ngoại địa thay cho điều kiện muốn nhập phim phải tự mình sản xuất phim như thời gian trước. Đây cũng là giai đoạn mà một số hãng phim liên doanh như Liên Ảnh, Việt Nam Film, Giao Chỉ, Nghệ Thuật, Việt Ảnh, Cosunam, Cinevina, Sóng, Tân Kiệt Y Oan... Một số minh tinh cũng như đạo diễn phim giai đoạn này cũng đứng ra thành lập các hãng phim riêng.
Về điện ảnh Việt Nam Cộng hòa giai đoạn này, ký giả Hồ Trường An nhận định nó giống như "trăm hoa đua nở trên bờ vực thẳm". Từ khoảng cuối năm 1974, điện ảnh Việt Nam Cộng hòa lại có tín hiệu suy thoái do sự chổi dậy của điện ảnh hành động Hương Cảng, Thái Lan, cho nên đã chuẩn bị cho cuộc chấn hưng tiếp theo. Nhưng sau kì 30 Tháng Tư, nhiều cuốn phim đang trong giai đoạn hoàn tất nên vẫn chưa kịp chiếu.

## Văn hóa

### Thuật ngữ
| Phương ngữ                          | Chuyển ngữ                | Bị chú                                                       |
| ----------------------------------- | ------------------------- | ------------------------------------------------------------ |
| Vietnam Cultural Week               | Tuần-lể Văn-hóa Việtnam   |                                                              |
| Vietnam Film Day                    | Ngày Điện-ảnh Việtnam     |                                                              |
| Filmfare                            | Hội chợ điện ảnh          | Bắt nguồn từ nhan đề tiểu thuyết Hội chợ phù hoa             |
| Film festival                       | Đại hội điện ảnh          |                                                              |
| Ciné Cinematography                 | Điện ảnh                  | Đôi khi gọi "chớp bóng" theo giọng miền Tây                  |
| Black-and-white photography         | Phim trắng đen            |                                                              |
| Tricolor photography                | Phim ba giãi mầu          |                                                              |
| Color photography                   | Phim tô mầu               |                                                              |
| Animation                           | Phim hoạt họa             | Gọi tắt "hoạt động liên hoàn họa"                            |
| Motion picture                      | Phim màn ảnh đại vĩ tuyến | Hoặc "tuồng chớp bóng" hay "tuồng xi-nê"                     |
| Television drama Television film    | Phim kịch                 | Cũng gọi "tuồng chớp bóng" theo giọng miền Tây               |
| Signature tune                      | Nhạc đề                   |                                                              |
| Subtitle                            | Phụ đề                    |                                                              |
| Cinéma theater                      | Rạp chớp bóng             |                                                              |
| Actor Actress                       | Tài tử                    |                                                              |
| Guest star Cameo                    | Vai nhỏ Vai gệt           | Lối gọi lịch thiệp với người chỉ hiện diện chiếu lệ [gệt-tà] |
| Star                                | Minh tinh màn bạc         |                                                              |
| Photography's king & queen          | Ảnh đế Ảnh hậu            |                                                              |
| Pin-up girl                         | Nữ hoàng ảnh lịch         |                                                              |
| Action film                         | Phim hoạt động            | Hay là "hoạt náo"                                            |
| Adventure film                      | Phim mạo hiểm             |                                                              |
| Anti-war film                       | Phim phản chiến           |                                                              |
| Comedy film                         | Phim hoạt kê              | Cũng gọi "hoạt náo" hay "phim hề"                            |
| Coming-of-age film                  | Phim học trò              | Cũng gọi "tuổi hoa"                                          |
| Detective film                      | Phim trinh thám           |                                                              |
| Film noir Horror film Thriller film | Phim giựt gân             | Cũng gọi "ly kỳ"                                             |
| Gangster film                       | Phim du đãng              |                                                              |
| Kungfu film                         | Phim chưởng               | Cũng có lúc gọi "vỏ thuật chiến đấu"                         |
| Musical film                        | Phim ca vũ nhạc           |                                                              |
| Open-arms film                      | Phim chiêu hồi            | Cũng gọi "tuyên truyền chính trị"                            |
| Samurai film                        | Phim kiếm hiệp Nhựt Bổn   |                                                              |
| War film                            | Phim chiến đấu            |                                                              |
| Westerns film                       | Phim Viễn Tây Huê Kỳ      |                                                              |

Ngoài ra : Bí thư sân quay, dựng phim, đạo cụ, giám đốc hình ảnh, giám đốc sản xuất, kịch vụ, ký chú viên, nhiếp ảnh, phân cảnh kỷ thuật, phụ tá, ráp nối, sân quay, thu hình, thu thanh, truyện phim, y phục...

### Nhân sự
| Giám chế - Lưu Trạch Hưng - Quốc Phong | Đạo diễn - Đặng Trần Thức - Đỗ Tiến Đức - Hoàng Anh Tuấn - Hoàng Vĩnh Lộc - Lê Dân - Lê Hoàng Hoa - Lê Mộng Hoàng - Nguyễn Ngọc Long - Thái Thúc Nha - Thân Trọng Kỳ - Trương Hà - Vĩnh Noãn - Võ Doãn Châu | Biên kịch - Duyên Anh - Hà Triều - Hoa Phượng - Kim Cương - Ngọc Linh - Nguyễn Thành Châu - Nhã Ca - Túy Hồng - Văn Quang | Kĩ thuật viên - Jo Marcel - Nam Lộc - Nguyễn Đức Quỳnh Kỳ - Tăng Thiên Tài - Trường Kỳ | Nhạc sĩ - Hoàng Trọng - Huỳnh Anh - Phạm Duy - Trần Thiện Thanh - Y Vân - Y Vũ | Ca sĩ - Lệ Thu - Khánh Ly - Mai Lệ Huyền | Tài tử - Bảy Nam - Bà Minh Ngọc - Bà Năm Sadec - Đoàn Châu Mậu - Lê Quỳnh - Hùng Cường - Kim Vui - Kiều Chinh - Thanh Lan - Thanh Nga - Thẩm Thúy Hằng - Trần Quang - Tùng Lâm - Xuân Phát |

## Ảnh hưởng
Sau Ngày Thống Nhất, bên cạnh việc rà soát và triệu tập cải tạo vô thời hạn đối với tất cả quân dân cán chính, những chuyên viên điện ảnh Việt Nam Cộng hòa có "dính tới lính" (nguyên văn lời nghệ sĩ Kim Cương) cũng bị cưỡng bách đi trại giam. Như tài tử Khả Năng bị điều tới trại Suối Máu, đạo diễn Hoàng Vĩnh Lộc xộ khám Chí Hòa. Chỉ một số ít nghệ sĩ được coi là còn đắc dụng thì được biên chế vào các tổ hợp sản xuất phim truyện dưới chế độ mới như Lê Mộng Hoàng, Trần Quang... Một số nhân vật như Lê Hoàng Hoa, Nguyễn Chánh Tín, Thanh Lan... tìm cách vượt biển ra hải ngoại, nhưng bị bắt giam một thời gian trước khi phải tái điều động về xưởng phim. Tình hình này chỉ được coi là chấm dứt khi nhà nước ban hành luật Đổi Mới, cho phép văn nghệ được "cởi trói" (chữ của tổng bí thư Nguyễn Văn Linh tại đại hội văn nghệ toàn quốc năm 1988) và nghệ sĩ có thể tự do hoạt động hơn.
Cũng theo danh ca Hùng Cường, đương thời Chân trời tím là xuất phẩm điện ảnh ẵm nhiều vinh dự Giải thưởng Văn học Nghệ thuật Toàn quốc nhất, cho nên Sở Văn Hóa Ủy ban nhân dân Thành phố Hồ Chí Minh mới cứ theo những tư liệu còn lại của Giải nầy để thống kê và đưa ra những biện pháp thanh trừng về mặt vật lý. Cụ thể, bức ảnh trên báo ghi lại cảnh ông và bạn diễn Kim Vui nằm hôn nhau ngoài bãi biển Vũng Tàu trong phim bị chính quyền mới phóng to và trưng bày ở cửa vào khu triển lãm "tội ác Mĩ-ngụy" để đấu tố suốt một tuần lễ. Về sau, khoảng năm 2004 và 2005, cuốn băng sao trắng đen của bộ phim này lại được đem chiếu cho du khách tại Hội trường Thống Nhất, tuy nhiên vì chất lượng băng đã quá nhiễu nên phải cất đi sau một thời gian.
Trong suốt khoảng ba thập niên sau, công chúng Việt Nam quốc nội và hải ngoại thường mặc định một thành kiến rằng, tất cả băng phim đã bị thiêu hủy trong chiến dịch bài trừ văn hóa phẩm đồi trụy. Nhưng thực tế, những băng này được phía Điện Ảnh Quân Đội đem ra Hà Nội tạm thời tàng trữ ở thư viện phố Lý Nam Đế, sau đó bàn giao hoàn toàn cho Viện Tư liệu Điện ảnh do lo ngại những diễn biến Chiến tranh Biên giới phía Bắc, chỉ giữ lại số ít băng nhựa ghi hình thời chiến (chủ yếu do Trung tâm Điện ảnh Tâm lý chiến sản xuất) để làm phương tiện chế tác phim tài liệu về sau. Mãi cho đến năm 2013, kí giả Lê Quang Thanh Tâm mới công bố một số cuốn băng tư liệu lưu trữ của đài THVN và các hãng phim Mỹ Vân, Alpha, Vili do ông đem ở Viện Điện Ảnh ra. Ngay sau đó Trung tâm Asia vội vàng đăng kí bản quyền trên kênh YouTube, khiến giữa kí giả Thanh Tâm và ban giám đốc hãng này xảy ra tranh tụng kịch liệt.
Ở những năm cuối thập niên 1970 đến trước thềm Đổi Mới, số băng nhựa Vinascope còn thừa (chủ yếu là tô mầu) của nền điện ảnh Việt Nam Cộng hòa vẫn được phân phối về các xưởng phim nhà nước để khởi quay những sự kiện trọng đại, vì đặc thù đều là sản phẩm kĩ nghệ do Nhật Bản và Hoa Kỳ chế tạo nên có độ bền cũng như sắc nét rất cao, sau đó lại gửi sang Tô Liên và các nước xã hội chủ nghĩa để in tráng đại trà. Cũng thời kì này, các đạo diễn và chuyên viên điện ảnh Việt Nam vẫn được tiếp cận các phim chế tác thời Việt Nam Cộng hòa, nhưng phải có giấy ủy nhiệm của cơ quan quản lí. Một số đạo diễn và biên kịch cũng mượn ý tưởng của các nhà làm phim hồi này để sản xuất phim mới, nhưng dưới góc nhìn khác biệt hơn. Điển hình như những tác phẩm của đạo diễn Hồng Sển, Long Vân và đặc biệt Hồ Quang Minh. Phương thức soạn kịch Hoàng Vĩnh Lộc và quay phim Lê Hoàng Hoa, hay lối dẫn truyện nhấn nhá của Lê Mộng Hoàng được trang trọng đưa vào các giáo trình điện ảnh kể từ sau thời Đổi Mới để tiếp tục đóng góp cho sự thăng hoa của điện ảnh nước nhà.
Tại hải ngoại, do bầu không khí quốc tế hóa tự do hơn, nên những băng điện ảnh Việt Nam Cộng hòa được in thành video thương mại đại chúng. Một số nghệ sĩ có tên tuổi cũng soạn hồi kí để lưu lại những khoảng khắc sinh động thời quá vãng. Riêng sang thập niên 2010, ban giám đốc hãng phim Mỹ Vân khởi động số hóa tất cả băng điện ảnh do hãng sản xuất thời trước, đồng thời phối hợp với phía VietFilmFest nhân rộng những yếu tố tích cực của điện ảnh Việt Nam Cộng hòa ra bằng hữu quốc tế.

## Liên kết

### Tư liệu
- Những mỹ nhân tuyệt sắc của làng nghệ thuật Sài Gòn trên hình bìa tạp chí Kịch Ảnh năm 1957
- Cần khôi phục những di sản điện ảnh quý giá của miền Nam trước 1975 Lưu trữ ngày 1 tháng 9 năm 2022 tại Wayback Machine
- Ông vua nhập cảng phim ảnh Trương Vĩ Nhiên thành tỉ phú nhờ phim chưởng và bạo lực

Bản mẫu:TTDAVNCH